# Форрест, Боб
Боб Форрест (англ. Bob Forrest; 15 февраля 1961, Лос-Анджелес, штат Калифорния, США) — музыкант, создатель групп Thelonious Monster и The Bicycle Thief. В 2006 выпустил свой сольный альбом Modern Folk And Blues Wednesday. Помимо этого является консультантом по наркотической зависимости.
Форрест является давним другом участников группы Red Hot Chili Peppers — Майкла Бэлзари и Энтони Кидиса, с которыми он знаком с начала 80-х годов. Кроме того, гитарист Джон Фрушанте, ставший знаменитым именно в Red Hot Chili Peppers, первоначально должен был играть в группе Боба Форреста. Джош Клингхоффер, бывший гитарист «Перцев», вместе с Форрестом в 2001 году записал альбом как The Bicycle Thief.
В марте 2011 вышел документальный фильм Bob and the Monster, повествующий о жизни и карьере музыканта. Фильм вышел в ограниченном прокате и доступен на DVD с сентября 2013 года.

## Дискография

### В составеThelonious Monster[англ.]
- Baby…You’re Bummin' My Life out in a Supreme Fashion (1986)
- Next Saturday Afternoon (1987)
- Stormy Weather (1989)
- Beautiful Mess (1992)
- California Clam Chowder (2004)

### В составеThe Bicycle Thief[англ.]
- You Come and Go Like a Pop Song (1999)

### Сольно
- Modern Folk And Blues Wednesday (2006)
- I’m Not There: Original Soundtrack (2007)